# Marlborough-Erdbeben von 1848
Das Marlborough-Erdbeben von 1848 war das erste Erdbeben, das schwere Schäden in der neu gegründeten Stadt Wellington in der Kolonie Neuseeland verursachte und nachhaltige Wirkung auf seine Bewohner hatte.
Die ersten europäischen Siedler erreichten Port Nicholson, den früheren Hafen von Wellington, im Jahr 1840. Angeworben von der New Zealand Company, wussten sie nicht, was sie dort erwartete. Nach ihrer Ankunft machten die Siedler Bekanntschaft mit zahlreichen kleineren Erdbeben in der Region, doch unbekümmert bauten sie ihre Stadt nach europäischem Vorbild auf, mit Bauten aus Ziegelsteinen und Bruchsteinen. Preiswertere Bauten wurden aus Holz erstellt. So war die Stadt schlecht vorbereitet auf den 16. Oktober 1848.

## Geografie
Das Beben hatte sein Zentrum in der Awatere Fault, die einem Tal nordwestlich der Inland Kaikoura Range in der Region Marlborough folgt, in dem der Awatere River in nordöstlicher Richtung dem Pazifischen Ozean zufließt. Die Verwerfung hat auf der Landseite, angefangen von der Clifford Bay, eine Länge von etwa 105 km und läuft vor der Alpine Fault aus.

## Das Beben
Am 16. Oktober 1848 um etwa 2:10 Uhr (andere Quellen gehen von 1:40 Uhr aus), während eines schweren Sturms mit viel Regen, kam die erste Schockwelle unerwartet und ließ die Erde für etwa zwei Minuten erbeben, gefolgt von starken Vibrationen in den nächsten zehn Minuten. Das Beben wurde von der Hawke’s Bay bis hinunter in die Region Canterbury gespürt. Je nach Quelle soll die Stärke des Bebens 7,1 MW, von 7,4 MW bis 7,7 MW, bzw. 7,5 MW betragen haben.
Der Richter und spätere Politiker und Journalist Henry Samuel Chapman notierte in seinen Aufzeichnungen 100 Nachbeben zwischen 1:40 und 6:00 Uhr. Über eine Stunde lang sollen leichtere Vibrationen mit minütlich auftretenden Schockwellen beobachtet worden sein.
Zum Zeitpunkt des Erdbebens war die Region Marlborough noch wenig besiedelt; Wellington und Nelson waren die ersten beiden größeren Ansiedlungen. Deshalb betraf das Beben diese beiden Städte auch besonders. Viele Māori-Siedlungen lagen entlang der östlichen Küste, waren aber aufgrund der weniger anfälligen Bauweise ihrer Häuser von Schäden nicht so stark betroffen.
In Wellington wurden bei der ersten Schockwelle viele Häuser, die aus Ziegelsteinen oder Stein gebaut waren, beschädigt. Die Holzhäuser hielten stand, nicht aber ihre Schornsteine. Schwere Nachbeben am 17. Oktober und am 19. Oktober brachten dann aber auch die beschädigten Häuser zum Einsturz. Die drei Menschen, die bei dem Beben zu Tode kamen, starben am 17. Oktober beim Einsturz einer Wand.
Der von 1848 bis 1853 als Lieutenant-Governor für die Provinz New Munster eingesetzte Edward John Eyre beschrieb Wellington danach als "Stadt in Ruinen", "Terror und Entsetzen regiere überall", "Schiffe im Hafen, gefüllt mit Kolonialisten, die das Land verlassen wollen". Für die "Verbreitung von Trostlosigkeit und Düsterheit" erhielt er öffentliche Kritik von der lokalen Presse. Auch war es nicht im Interesse der New Zealand Company, die Meldung über das Erdbeben zu verbreiten, da dies ihre Geschäfte mit den Ansiedlungen in Wellington durchkreuzte. So wurde das Beben auf Betreiben der New Zealand Company damals nur wenig bekannt, am meisten noch in England.
Viele Leute schliefen aus Angst vor weiteren Beben auf den Schiffen im Hafen von Port Nicholson. Als die Bark Subraon mit 60 Siedlern am 26. Oktober Wellington in Richtung Sydney verlassen wollte, lief das Schiff auf Felsen auf und kenterte. Alle Passagiere wurden gerettet und viele davon blieben schließlich in Wellington zum Wiederaufbau. 
Nach den Aufräumarbeiten begannen die Einwohner von Wellington, ihre Häuser bevorzugt in Holzbauweise zu bauen, in weiser Voraussicht, wie sich beim Wairarapa-Erdbeben von 1855 nur sieben Jahre später zeigen sollte.